# 群馬県立高崎北高等学校
群馬県立高崎北高等学校（ぐんまけんりつたかさききたこうとうがっこう）は群馬県高崎市にある高等学校。通称「高北（たかきた）」。

## 教育目標
1. 豊かな人間性を養い、高い知性・たくましい意欲・主体的な行動力を身につけ、自主自立の精神で未来を切り拓いてゆこう。
2. 夢と感動のある体験を通し輝く個性を磨き21世紀を自立して生きてゆく人間となろう。

## 教育方針
1. 授業・特別活動に真摯な態度で取り組む学園。
2. 基本的な生活習慣を身につけた、礼儀正しい秩序ある学園。
3. 男女の特性を理解し、協力しあってお互いの向上を図る、品位ある学園。
4. スポーツを愛好し、心身ともにたくましい、健康な学園。

## 設置学科
- 全日制課程
  - 普通科

## 行事
- 入学式
- 台湾修学旅行
- あららぎ祭
- 球技大会
- マラソン大会
- 卒業式

## 沿革
- 1978年 - 群馬県立高崎北高等学校として設立
- 1992年 - 普通科の中に「英語コース」設置（現在は廃止）
- 1998年 - 創立20周年記念式典挙行
- 2001年 - 単位制1期生 (第25期) 入学
- 2003年 - 文科省よりスーパーイングリッシュ校に指定（2003～2005年度）
- 2008年 - 創立30周年記念式典挙行

## 著名な出身者
- 川浦博昭 元バレーボール選手。豊田合成トレフェルサ所属
- 貴田裕美 水泳・自由形日本代表
- 岡田晃揮 陸上競技選手
- 新井キヒロ 漫画家
- 久保田賢治（5GAP） お笑いタレント